# Luas de Galileu

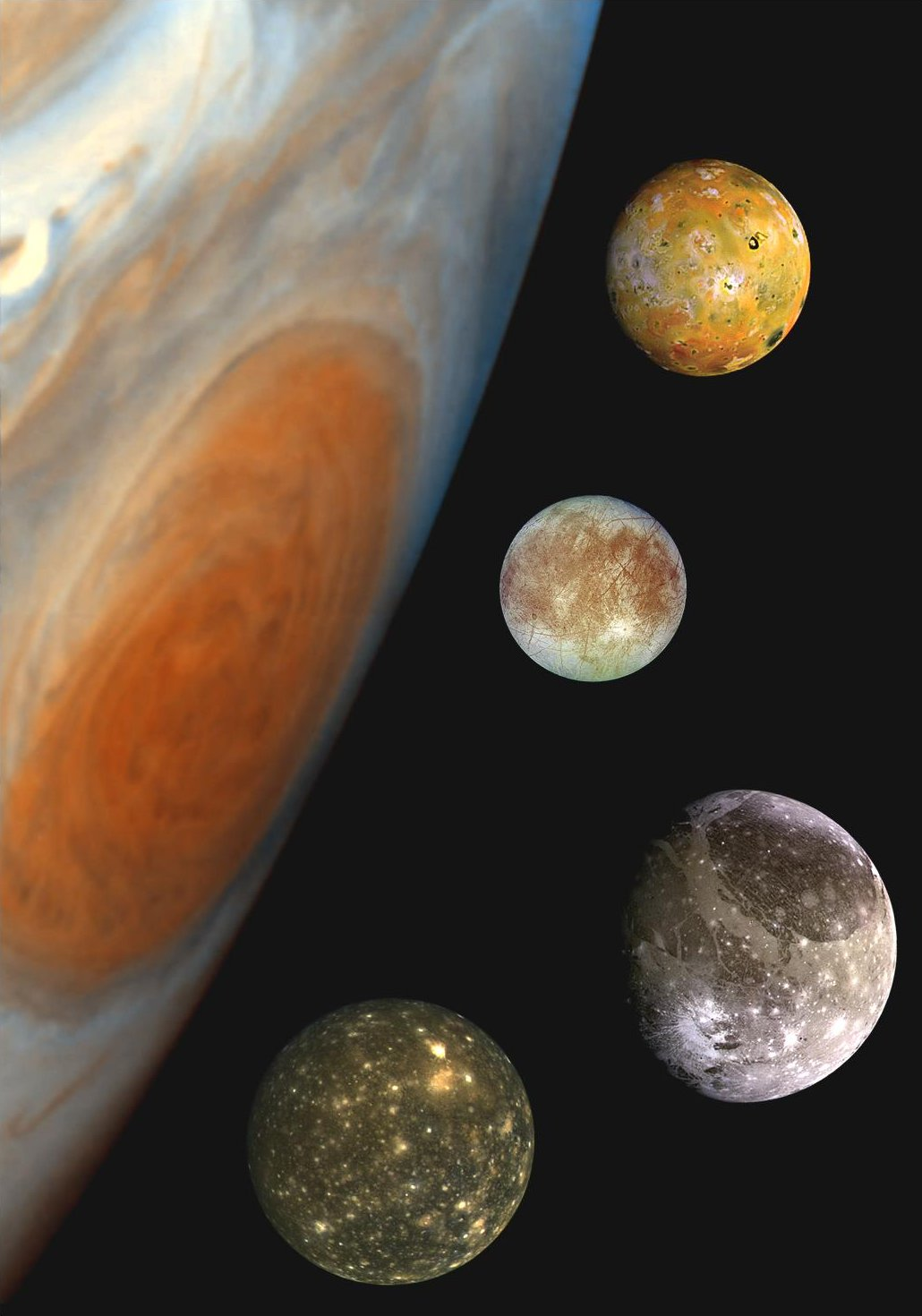
Montagem das quatro luas galileanas de Júpiter, em uma imagem composta que descreve parte de Júpiter e seus tamanhos relativos (as posições são ilustrativas, não reais). De cima para baixo: Io, Europa, Ganímedes, Calisto

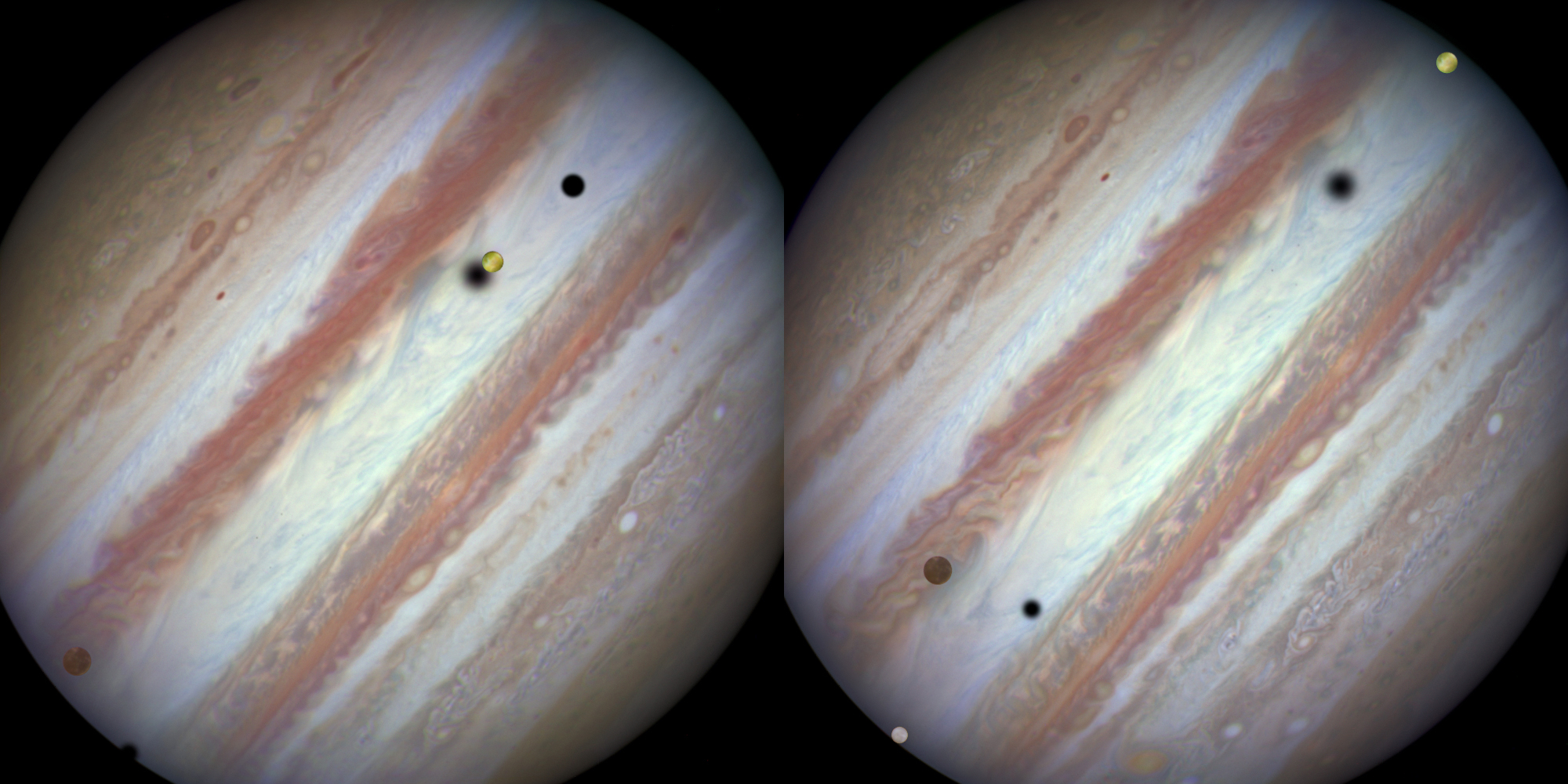
Duas visualizações do telescópio espacial Hubble de um raro trânsito triplo de Júpiter por Europa, Calisto e Io (24 de janeiro de 2015)

As Luas de Galileu (ou luas galileanas) /ɡælᵻˈliːən/ são as quatro maiores luas de Júpiter, Io, Europa, Ganímedes e Calisto. Foram vistos pela primeira vez por Galileo Galilei em dezembro de 1609 ou janeiro de 1610, e reconhecidos por ele como satélites de Júpiter em março de 1610. Foram os primeiros objetos encontrados a orbitar um planeta diferente da Terra.
Estão entre os maiores objetos do Sistema Solar, com exceção do Sol e dos oito planetas, com raios maiores do que qualquer um dos planetas anões. Ganímedes é a maior lua do Sistema Solar e é ainda maior do que o planeta Mercúrio, embora tenha apenas cerca de metade da massa. As três luas internas, Io, Europa e Ganímedes, estão em ressonância orbital 4:2:1 entre si. Embora as luas galileanas sejam esféricas, todas as luas restantes, muito menores de Júpiter, têm formas irregulares por causa de sua autogravitação mais fraca.
As luas galileanas foram observadas em 1609 ou 1610, quando Galileu fez melhorias em seu telescópio, o que lhe permitiu observar os corpos celestes de forma mais distinta do que nunca. As observações de Galileu mostraram a importância do telescópio como uma ferramenta para os astrônomos, provando que havia objetos no espaço que não podem ser vistos a olho nu. A descoberta de corpos celestes orbitando algo diferente da Terra desferiu um sério golpe no então aceito sistema mundial ptolomaico, uma teoria geocêntrica em que tudo orbita ao redor da Terra.
Galileu inicialmente chamou sua descoberta de Cosmica Sidera ("estrelas de Cosimo"), mas os nomes que eventualmente prevaleceram foram escolhidos por Simon Marius. Marius descobriu as luas de forma independente quase ao mesmo tempo que Galileu, em 8 de janeiro de 1610, e deu-lhes seus nomes atuais, derivados dos amantes de Zeus, que foram sugeridos por Johannes Kepler, em seu Mundus Jovialis, publicado em 1614.
As quatro luas galileanas eram as únicas luas conhecidas de Júpiter até a descoberta de Amalteia, a "quinta lua de Júpiter", em 1892.

## História

### Descoberta

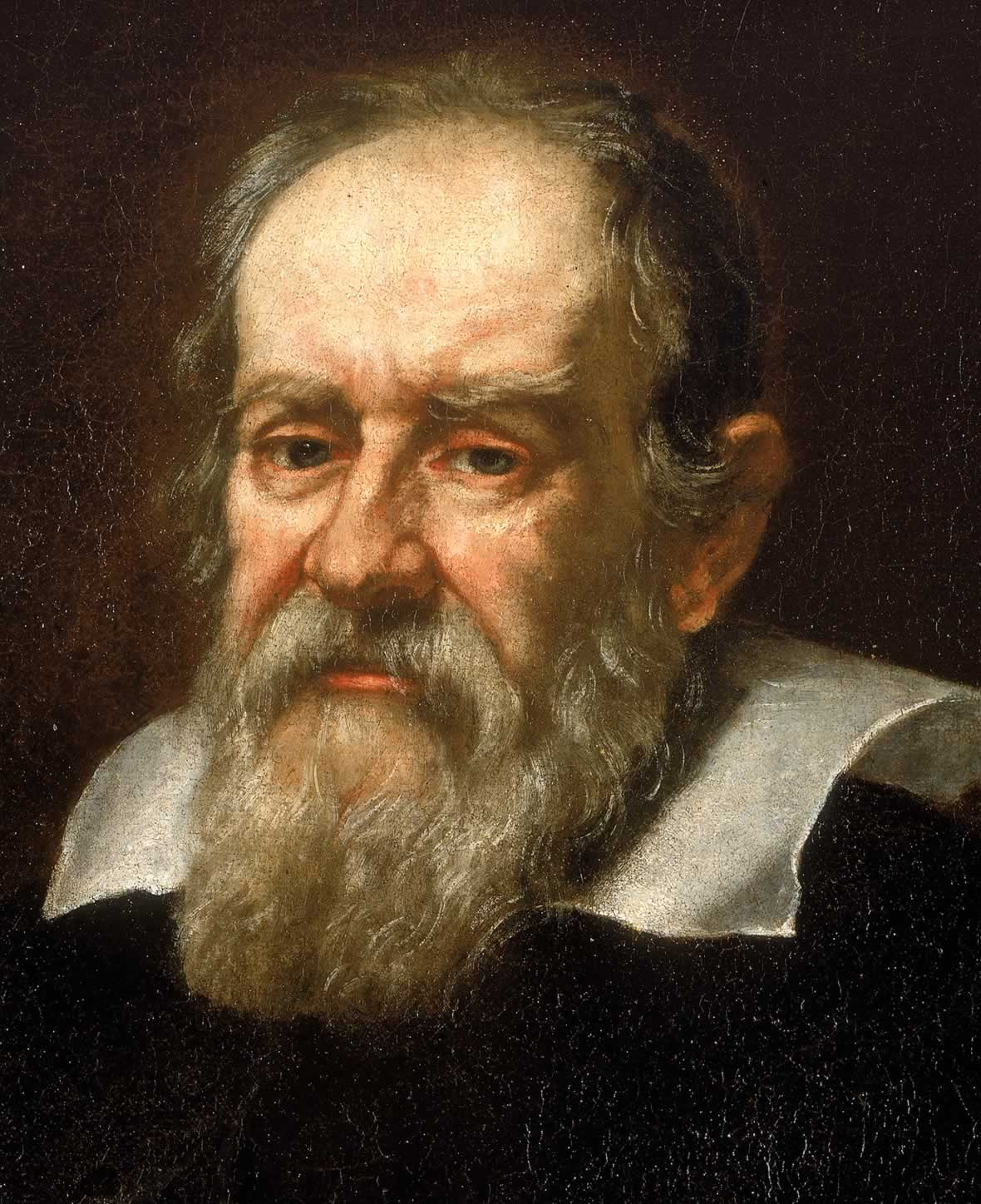
Galileo Galilei, o descobridor das quatro luas

Como resultado das melhorias que Galileo Galilei fez no telescópio, com uma capacidade de aumento de 20×, [6] ele foi capaz de ver os corpos celestes de forma mais distinta do que era possível anteriormente. Isso permitiu a Galileu observar em dezembro de 1609 ou janeiro de 1610 o que veio a ser conhecido como as luas galileanas.
Em 7 de janeiro de 1610, Galileu escreveu uma carta contendo a primeira menção às luas de Júpiter. Na época, ele viu apenas três delas e acreditou que fossem estrelas fixas próximas a Júpiter. Ele continuou a observar essas orbes celestes de 8 de janeiro a 2 de março de 1610. Nessas observações, ele descobriu um quarto corpo e também observou que as quatro não eram estrelas fixas, mas em órbita de Júpiter.
A descoberta de Galileu provou a importância do telescópio como ferramenta para os astrônomos, mostrando que havia objetos no espaço a serem descobertos que até então não eram vistos a olho nu. Mais importante, a descoberta de corpos celestes orbitando algo diferente da Terra desferiu um golpe no sistema mundial ptolomaico então aceito, que sustentava que a Terra estava no centro do universo e todos os outros corpos celestes giravam em torno dela. Em Sidereus Nuncius de Galileu, que anunciou observações celestes por meio de seu telescópio, não menciona explicitamente o heliocentrismo copernicano, uma teoria que colocava o Sol no centro do universo. No entanto, Galileu aceitou a teoria copernicana.
Um historiador chinês da astronomia, Xi Zezong, afirmou que uma "pequena estrela avermelhada" observada perto de Júpiter em 362 a.C. pelo astrônomo chinês Gan De pode ter sido Ganímedes. Se for verdade, isso pode ser anterior à descoberta de Galileu em cerca de dois milênios.
As observações de Simon Marius são outro exemplo notável de observação, e ele mais tarde relatou ter observado as luas em 1609. No entanto, como ele não publicou essas descobertas até depois de Galileu, há um certo grau de incerteza em torno de seus registros.

### Dedicação aos Medici

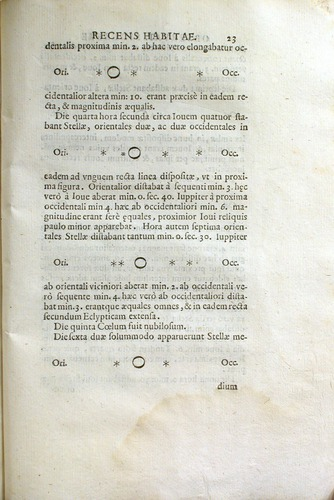
Sidereus Nuncius, 1610. As luas são desenhadas em posições variáveis

Em 1605, Galileo Galilei foi contratado como tutor de matemática para Cosimo de' Medici. Em 1609, Cosimo tornou-se Grão-Duque Cosimo II da Toscana. Galileu, buscando patrocínio de seu agora rico ex-aluno e de sua poderosa família, usou a descoberta das luas de Júpiter para obtê-lo. Em 13 de fevereiro de 1610, Galileu escreveu ao secretário do grão-duque:

"Deus me agraciou por poder, por meio de um sinal tão singular, revelar ao meu Senhor minha devoção e o desejo que tenho de que seu glorioso nome viva igual entre as estrelas, e já que cabe a mim, o primeiro descobridor, nomear esses novos planetas, eu desejo, em imitação dos grandes sábios que colocaram os mais excelentes heróis daquela época entre as estrelas, para inscrevê-los com o nome do Mais Sereno Grão-Duque."

Galileu perguntou se ele deveria chamar as luas de "Estrelas Cosmian", após Cosimo sozinho, ou de "Estrelas Medician", que honrariam todos os quatro irmãos do clã Medici. A secretária respondeu que o último nome seria o melhor.
Em 12 de março de 1610, Galileu escreveu sua carta dedicatória ao duque da Toscana e, no dia seguinte, enviou uma cópia ao grão-duque, na esperança de obter o apoio do grão-duque o mais rápido possível. Em 19 de março, ele enviou o telescópio que havia usado para ver as luas de Júpiter pela primeira vez ao grão-duque, junto com uma cópia oficial de Sidereus Nuncius que, seguindo o conselho do secretário, chamou as quatro luas de Estrelas Medician. Em sua introdução dedicatória, Galileu escreveu:

Mal as graças imortais de sua alma começaram a brilhar na Terra, estrelas brilhantes se oferecem nos céus que, como línguas, falarão e celebrarão suas mais excelentes virtudes de todos os tempos. Eis, pois, quatro estrelas reservadas ao teu ilustre nome ... que ... fazem as suas viagens e orbitam com uma velocidade maravilhosa em torno da estrela de Júpiter ... como filhos da mesma família ... Na verdade, parece que o próprio Criador das Estrelas, por meio de argumentos claros, me admoestou a chamar esses novos planetas pelo nome ilustre de Vossa Alteza antes de todos os outros.

### Nome

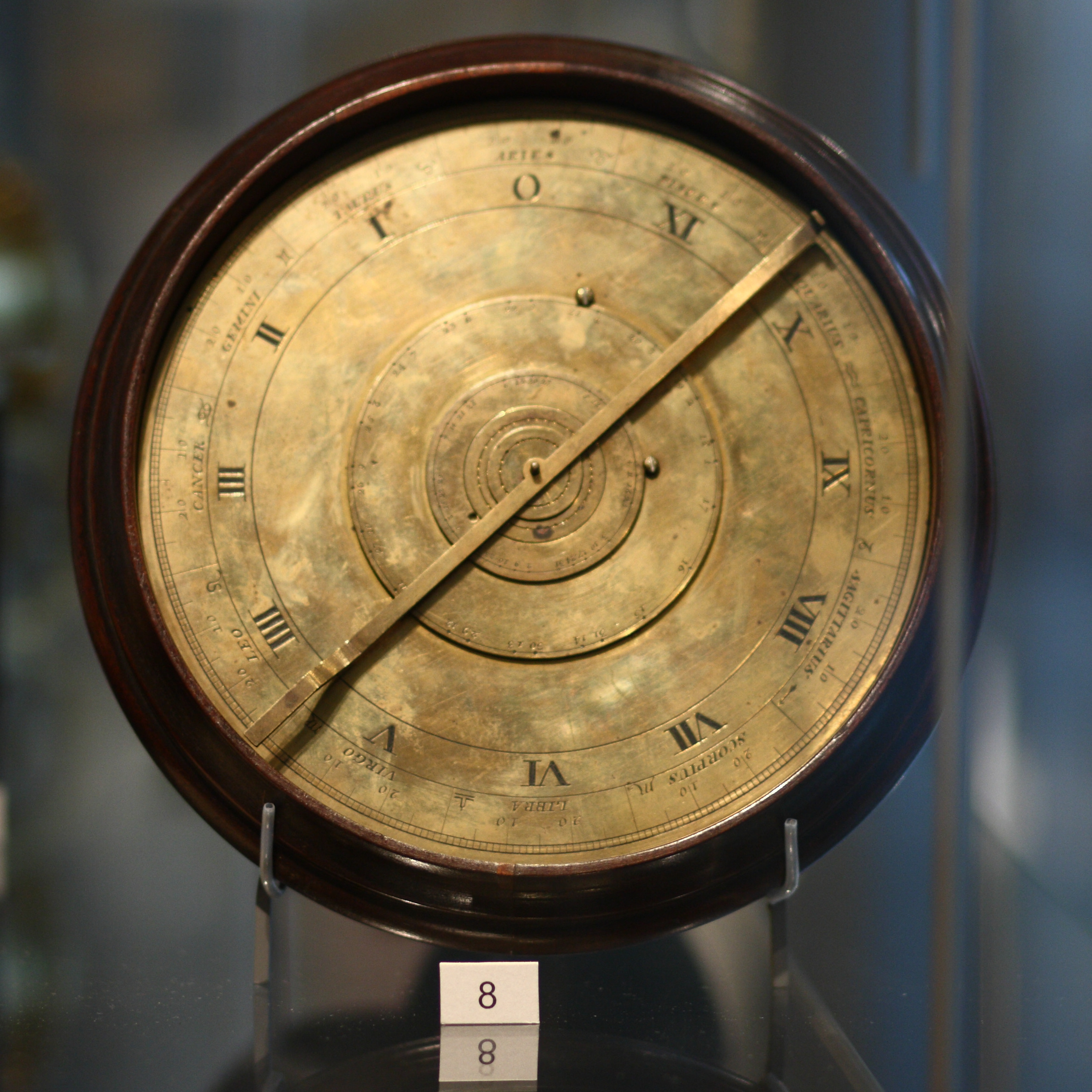
Jovilabe: um aparato de meados do século XVIII para demonstrar as órbitas dos satélites de Júpiter

Galileo Galilei inicialmente chamou sua descoberta de Cosmica Sidera ("Estrelas Cosimo"), em homenagem a Cosme II de Médici (1590–1621). Por sugestão de Cosimo, Galileu mudou o nome para Medicea Sidera ("as Estrelas Medician"), homenageando todos os quatro irmãos Medici (Cosimo, Francesco, Carlo e Lorenzo). A descoberta foi anunciada no Sidereus Nuncius, publicado em Veneza em março de 1610, menos de dois meses após as primeiras observações.
Outros nomes apresentados incluem:
- I. Principharus (para o "príncipe" da Toscana), II. Victripharus (depois Vitória Della Rovere), III. Cosmipharus (depois Cosimo de Médici) e IV. Fernipharus (depois Fernando de Médici)[13] – por Giovanni Battista Hodierna, um discípulo de Galileu e autor das primeiras efemérides (Medicaeorum Ephemerides, 1656);
- Circulatores Jovis, ou Jovis Comites – por Johannes Hevelius;
- Gardes, ou Satellites (do latim satelles, satellitis, significada "escoltas") – por Jacques Ozanam.

Os nomes que eventualmente prevaleceram foram escolhidos por Simon Marius, que descobriu as luas de forma independente, ao mesmo tempo que Galileu: ele os nomeou por sugestão de Johannes Kepler em homenagem aos amantes do deus Zeus (o equivalente grego de Júpiter): Io, Europa, Ganímedes e Calisto, em seu Mundus Jovialis, publicado em 1614.
Galileu se recusou firmemente a usar os nomes de Marius e, como resultado, inventou o esquema de numeração que ainda é usado hoje em dia, em paralelo com os nomes próprios das luas. Os números vão de Júpiter para fora, portanto, I, II, III e IV para Io, Europa, Ganímedes e Calisto, respectivamente. Galileu usou esse sistema em seus cadernos, mas nunca realmente o publicou. Os nomes numerados (Júpiter x) foram usados até meados do século XX, quando outras luas internas foram descobertas, e os nomes de Marius tornaram-se amplamente usados.

### Determinação da longitude
Galileo Galilei foi capaz de desenvolver um método para determinar a longitude com base no tempo das órbitas das luas galileanas. Os tempos dos eclipses das luas podiam ser calculados com precisão com antecedência e comparados com observações locais em terra ou em navios para determinar a hora local e, portanto, a longitude. O principal problema da técnica era que era difícil observar as luas galileanas através de um telescópio em um navio em movimento, problema que Galileu tentou resolver com a invenção do celatone. O método foi usado por Giovanni Domenico Cassini e Jean Picard para mapear a França.

## Membros
Alguns modelos preveem que pode ter havido várias gerações de luas galileanas no início da história de Júpiter. Cada geração de luas formadas teria entrado em espiral em Júpiter e sido destruídas, devido às interações das marés com o disco do protossatélite de Júpiter, com novas luas se formando a partir dos destroços remanescentes. No momento em que a geração atual se formou, o gás no disco do protossatélite se tornou mais fino a ponto de não interferir mais nas órbitas das luas.
Outros modelos sugerem que as luas galileanas se formaram em um disco protossatélite, no qual as escalas de tempo de formação eram comparáveis ou menores que as escalas de tempo de migração orbital. Io é anidro e provavelmente tem um interior de rocha e metal. Europa é pensado para conter 8% de gelo e água em massa com o restante de rocha. Essas luas são, em ordem crescente de distância de Júpiter:
| Nome                  | Imagem | Modelo de interior | Diâmetro (km)            | Massa (kg) | Densidade (g/cm3) | Semieixo maior (km) | Período orbital (Dias) (em relação a Io) | Inclinação (°) | Excentricidade |
| --------------------- | ------ | ------------------ | ------------------------ | ---------- | ----------------- | ------------------- | ---------------------------------------- | -------------- | -------------- |
| Io Jupiter I          |        |                    | 3660.0 × 3637.4 × 3630.6 | 8.93×1022  | 3.528             | 421800              | 1.769 (1)                                | 0.050          | 0.0041         |
| Europa Jupiter II     |        |                    | 3121.6                   | 4.8×1022   | 3.014             | 671100              | 3.551 (2.0)                              | 0.471          | 0.0094         |
| Ganímedes Jupiter III |        |                    | 5268.2                   | 1.48×1023  | 1.942             | 1070400             | 7.155 (4.0)                              | 0.204          | 0.0011         |
| Calisto Jupiter IV    |        |                    | 4820.6                   | 1.08×1023  | 1.834             | 1882700             | 16.69 (9.4)                              | 0.205          | 0.0074         |

### Io

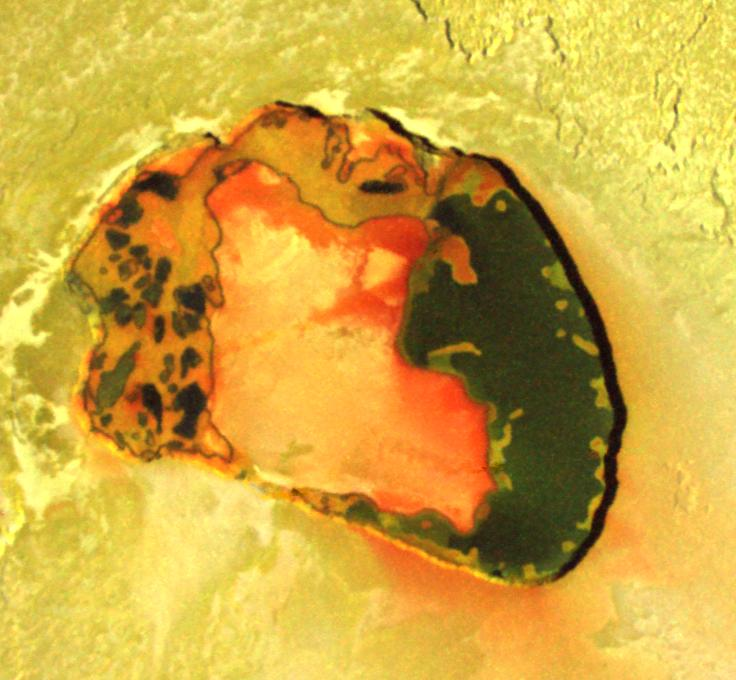
Tupan Patera é um vulcão ativo em Io

Io (Jupiter I) é a mais próxima das quatro luas galileanas de Júpiter; com um diâmetro de 3.642 quilômetros, é a quarta maior lua do Sistema Solar e é apenas marginalmente maior que a Lua da Terra. Recebeu o nome de Io, uma sacerdotisa de Hera que se tornou uma das amantes de Zeus. No entanto, era simplesmente referido como Jupiter I, ou "O primeiro satélite de Júpiter", até meados do século XX.
Com mais de 400 vulcões ativos, Io é o objeto geologicamente mais ativo do Sistema Solar. Sua superfície é pontilhada por mais de 100 montanhas, algumas das quais são mais altas do que o Monte Everest da Terra. Ao contrário da maioria dos satélites no Sistema Solar externo (que têm uma espessa camada de gelo), Io é principalmente composto de rocha de silicato em torno de um núcleo de ferro derretido ou sulfeto de ferro.
Embora não tenha sido comprovado, dados recentes da sonda espacial Galileo indicam que Io pode ter seu próprio campo magnético. Io tem uma atmosfera extremamente fina composta principalmente de dióxido de enxofre (SO2). Se um sonda de coleta de dados de superfície pousasse em Io no futuro, teria que ser extremamente resistente (semelhante aos tanques das sondas Venera soviéticas) para sobreviver à radiação e aos campos magnéticos originados de Júpiter.

### Europa

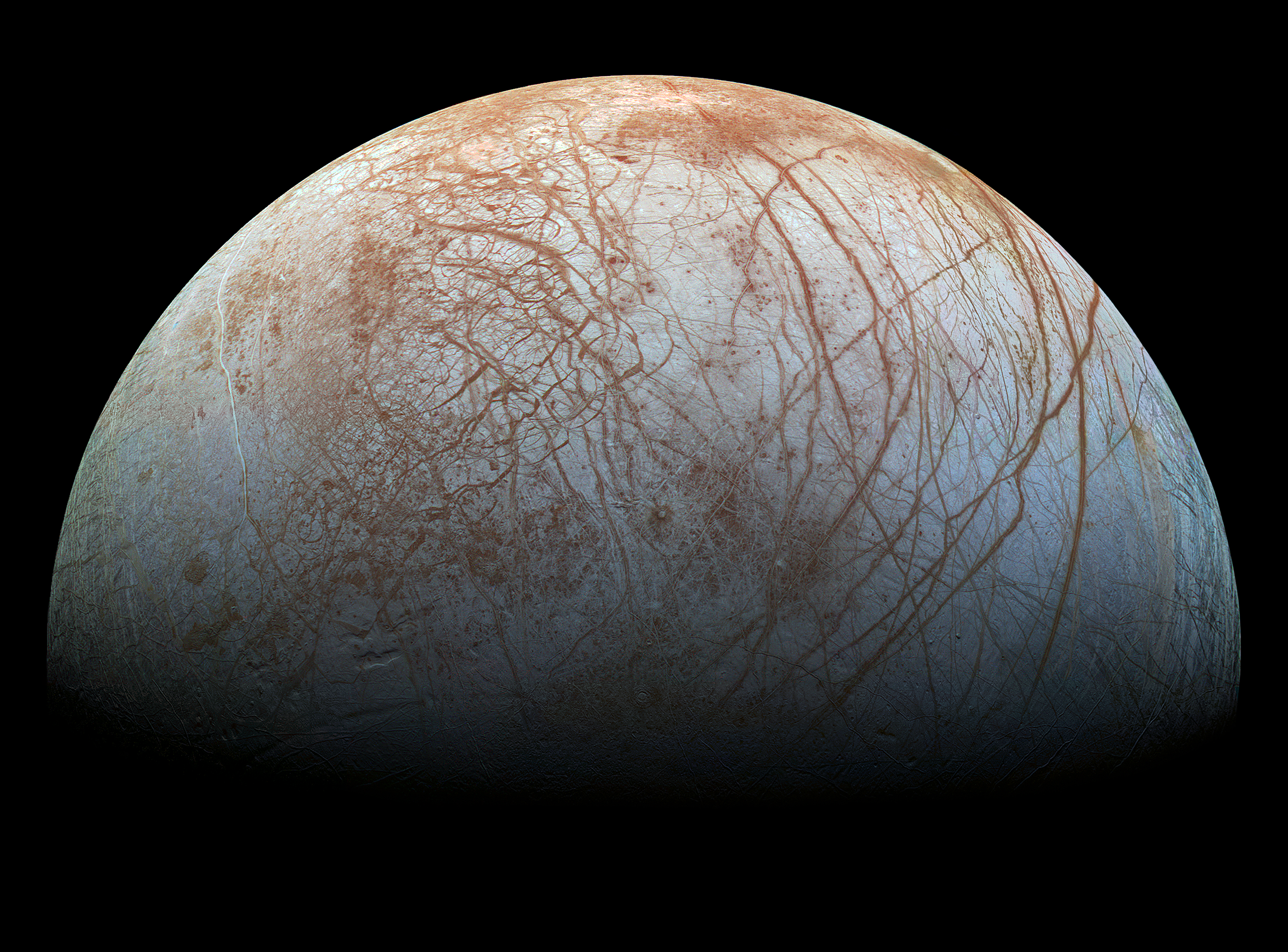
Europa

Europa (Jupiter II), a segunda das quatro luas galileanas, é a segunda mais próxima de Júpiter e a menor, com um diâmetro de 3 121,6 quilômetros, ligeiramente menor que a Lua da Terra. O nome vem de uma nobre fenícia mítica, Europa, que foi cortejada por Zeus e se tornou a rainha de Creta, embora o nome não tenha se tornado amplamente usado até meados do século XX.
Tem uma superfície lisa e brilhante, com uma camada de água envolvendo o manto do planeta, que se pensa ter 100 quilômetros de espessura. A superfície lisa inclui uma camada de gelo, enquanto o fundo do gelo é teorizado como tendo água líquida. A aparente juventude e suavidade da superfície levaram à hipótese de que existe um oceano de água abaixo dela, que poderia servir como uma morada para vida extraterrestre. A energia térmica da flexão das marés garante que o oceano permaneça líquido e impulsione a atividade geológica. A vida pode existir no oceano sob o gelo de Europa. Até o momento, não há evidências de que exista vida em Europa, mas a provável presença de água em estado líquido estimulou o envio de uma sonda para lá.

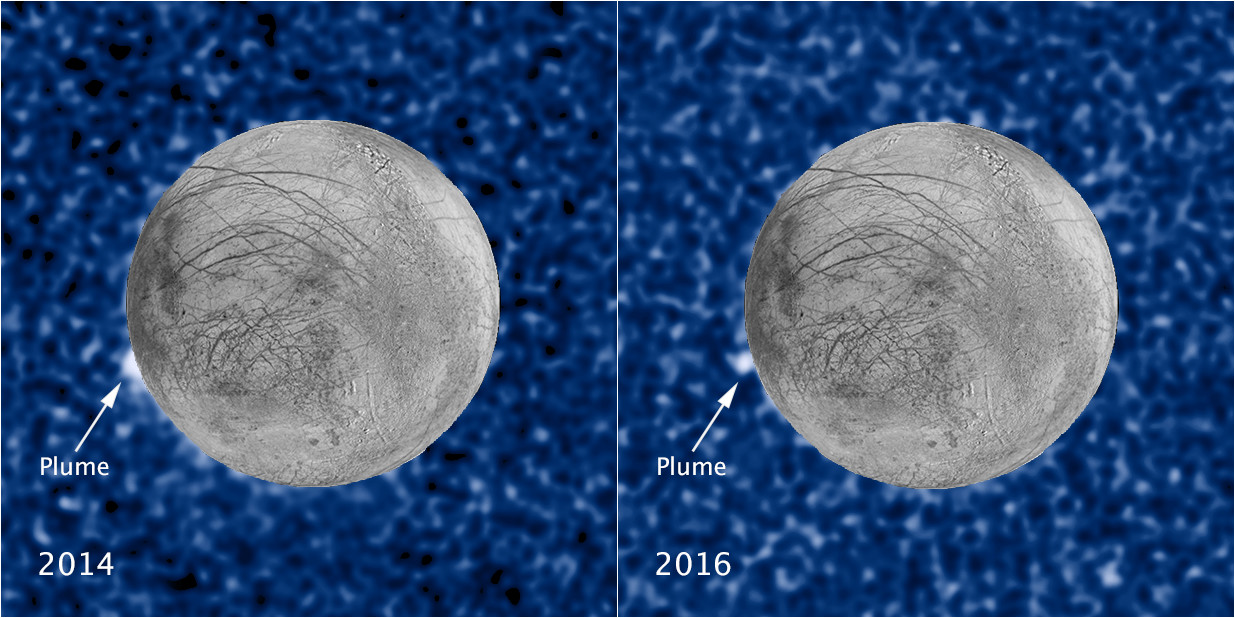
Pluma recorrente em erupção na Europa

As marcações proeminentes que cruzam a lua parecem ser principalmente feições de albedo, que enfatizam a topografia baixa. Existem poucas crateras em Europa porque sua superfície é tectonicamente ativa e jovem. Algumas teorias sugerem que a gravidade de Júpiter está causando essas marcas, já que um lado de Europa está constantemente voltado para Júpiter. Erupções de água vulcânica que dividem a superfície de Europa, e até mesmo gêiseres também foram considerados como uma das causas. Acredita-se que a cor das marcações, marrom-avermelhada, seja causada pelo enxofre, mas os cientistas não podem confirmar isso, porque nenhum dispositivo de coleta de dados foi enviado para Europa. Europa é feita principalmente de rocha de silicato e provavelmente tem um núcleo de ferro. Possui uma atmosfera tênue composta principalmente de oxigênio.

### Ganímedes

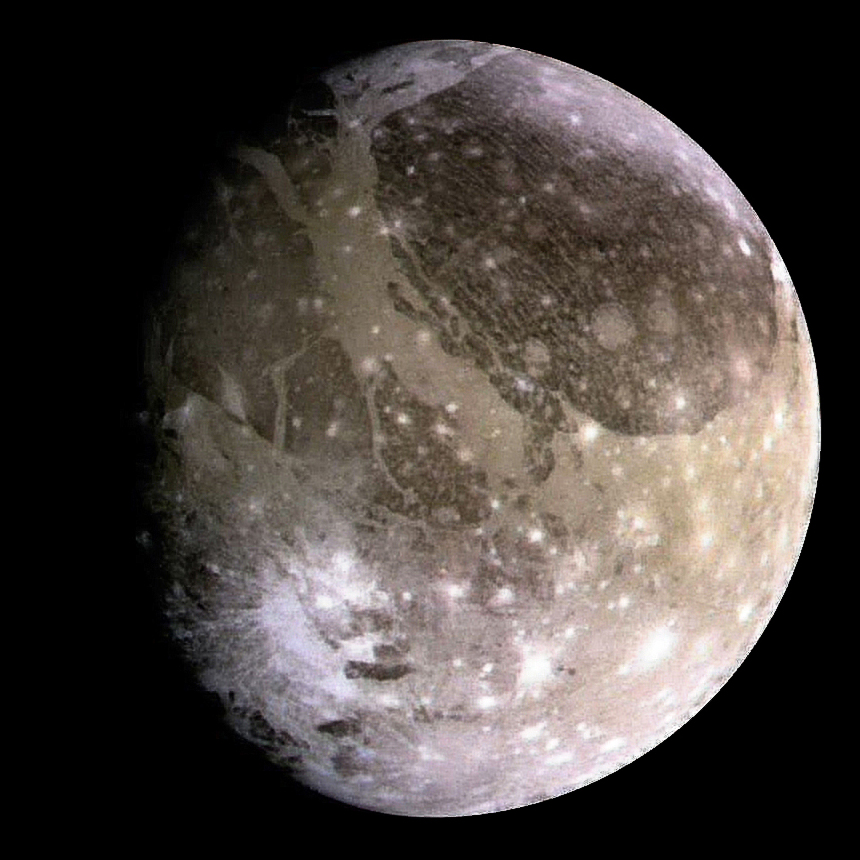
Ganímedes

Ganímedes (Jupiter III), a terceira lua galileana, deve o seu nome ao mitológico Ganímedes, copeiro dos deuses gregos e amado de Zeus. Ganímedes é o maior satélite natural do Sistema Solar com 5.262.4 quilômetros de diâmetro, o que o torna maior que o planeta Mercúrio, embora tenha apenas cerca de metade de sua massa, já que Ganímedes é um mundo gelado. É o único satélite do Sistema Solar conhecido por possuir uma magnetosfera, provavelmente criada por convecção dentro do núcleo de ferro líquido.
Ganímedes é composto principalmente de rocha de silicato e gelo de água, e acredita-se que um oceano de água salgada exista quase 200 km abaixo da superfície de Ganímedes, imprensado entre camadas de gelo. O núcleo metálico de Ganímedes sugere um calor maior em algum momento de seu passado do que havia sido proposto anteriormente. A superfície é uma mistura de dois tipos de terreno, regiões escuras com muitas crateras e regiões mais jovens, mas ainda antigas, com uma grande variedade de sulcos e cristas. Ganímedes tem um grande número de crateras, mas muitas desapareceram ou quase não estão visíveis devido à formação de sua crosta gelada sobre elas. O satélite tem uma fina atmosfera de oxigênio que inclui O, O2 e possivelmente O3 (ozônio) e um pouco de hidrogênio atômico.

### Calisto

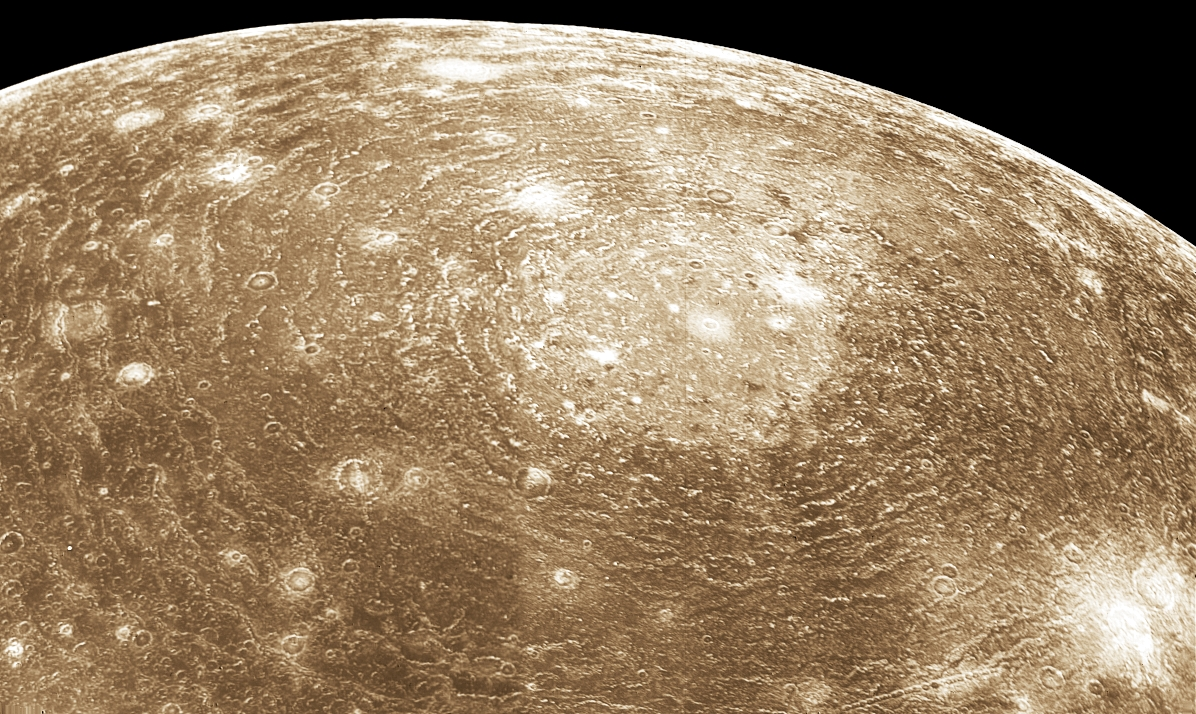
A cratera de impacto Valhalla de Calisto vista pela Voyager 1

Calisto (Jupiter IV) é a quarta e última lua galileana, e é a segunda maior das quatro, e com 4.820.6 quilômetros de diâmetro, é a terceira maior satélite natural do Sistema Solar, e pouco menor que Mercúrio, embora apenas um terço de sua massa. Seu nome é uma homenagem à ninfa da mitológica grega Calisto, uma amante de Zeus que era filha do rei arkadiano Licaão e companheira de caça da deusa Ártemis. A lua não faz parte da ressonância orbital que afeta os três outros satélites internos galileanos e, portanto, não experimenta um aquecimento considerável das marés. Calisto é composta por quantidades aproximadamente iguais de rocha e gelo, o que a torna a menos densa das luas galileanas. É um dos satélites com mais crateras no Sistema Solar e uma das principais características é uma bacia com cerca de 3 000 km de largura chamada Valhalla.
Calisto é cercada por uma atmosfera extremamente fina composta de dióxido de carbono e provavelmente oxigênio molecular. A investigação revelou que Calisto pode ter um oceano subterrâneo de água líquida em profundidades menores que 300 quilômetros. A provável presença de um oceano dentro de Calisto indica que ele pode ou pode abrigar vida extraterrestre. No entanto, isso é menos provável do que na vizinha Europa. Há muito tempo que Calisto é considerado o lugar mais adequado para uma base humana para a exploração futura do sistema de Júpiter, uma vez que é o mais distante da intensa radiação de Júpiter.

## Estrutura comparativa
| Lua       | rem/dia |
| --------- | ------- |
| Io        | 3600    |
| Europa    | 540     |
| Ganímedes | 8       |
| Calisto   | 0.01    |

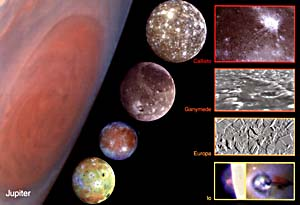
Comparação de (uma parte dele) Júpiter e seus quatro maiores satélites naturais

As flutuações nas órbitas das luas indicam que sua densidade média diminui com a distância de Júpiter. Calisto, a mais distante e menos densa das quatro, tem uma densidade intermediária entre o gelo e rocha, enquanto Io, a lua mais próxima e mais densa, tem uma densidade intermediária entre a rocha e ferro. Calisto tem uma superfície de gelo antiga, com muitas crateras e inalteradas, e a forma como gira indica que sua densidade está igualmente distribuída, sugerindo que não tem núcleo rochoso ou metálico, mas consiste em uma mistura homogênea de rocha e gelo. Essa pode muito bem ter sido a estrutura original de todas as luas. A rotação das três luas internas, em contraste, indica a diferenciação de seus interiores com matéria mais densa no núcleo e matéria mais leve acima. Também revelam alteração significativa da superfície. Ganímedes revela o movimento tectônico anterior da superfície do gelo que exigiu o derretimento parcial das camadas subsuperficiais. Europa revela movimentos mais dinâmicos e recentes desta natureza, sugerindo uma crosta de gelo mais fina. Finalmente, Io, a lua mais interna, tem uma superfície de enxofre, vulcanicamente ativo e nenhum sinal de gelo. Todas essas evidências sugerem que quanto mais perto a lua está de Júpiter, mais quente é o seu interior. O modelo atual é que as luas experimentam o aquecimento das marés como resultado do campo gravitacional de Júpiter na proporção inversa ao quadrado de sua distância do gigante gasoso. Em todas, exceto em Calisto, isso terá derretido o gelo interno, permitindo que a rocha e o ferro afundem para o interior e a água cubra a superfície. Em Ganímedes, formou-se uma crosta de gelo espessa e sólida. Em Europa mais quente, formou-se uma crosta mais fina e mais fácil de quebrar. Em Io, o aquecimento é tão extremo que toda a rocha derreteu e a água há muito tempo se espalhou para o espaço.

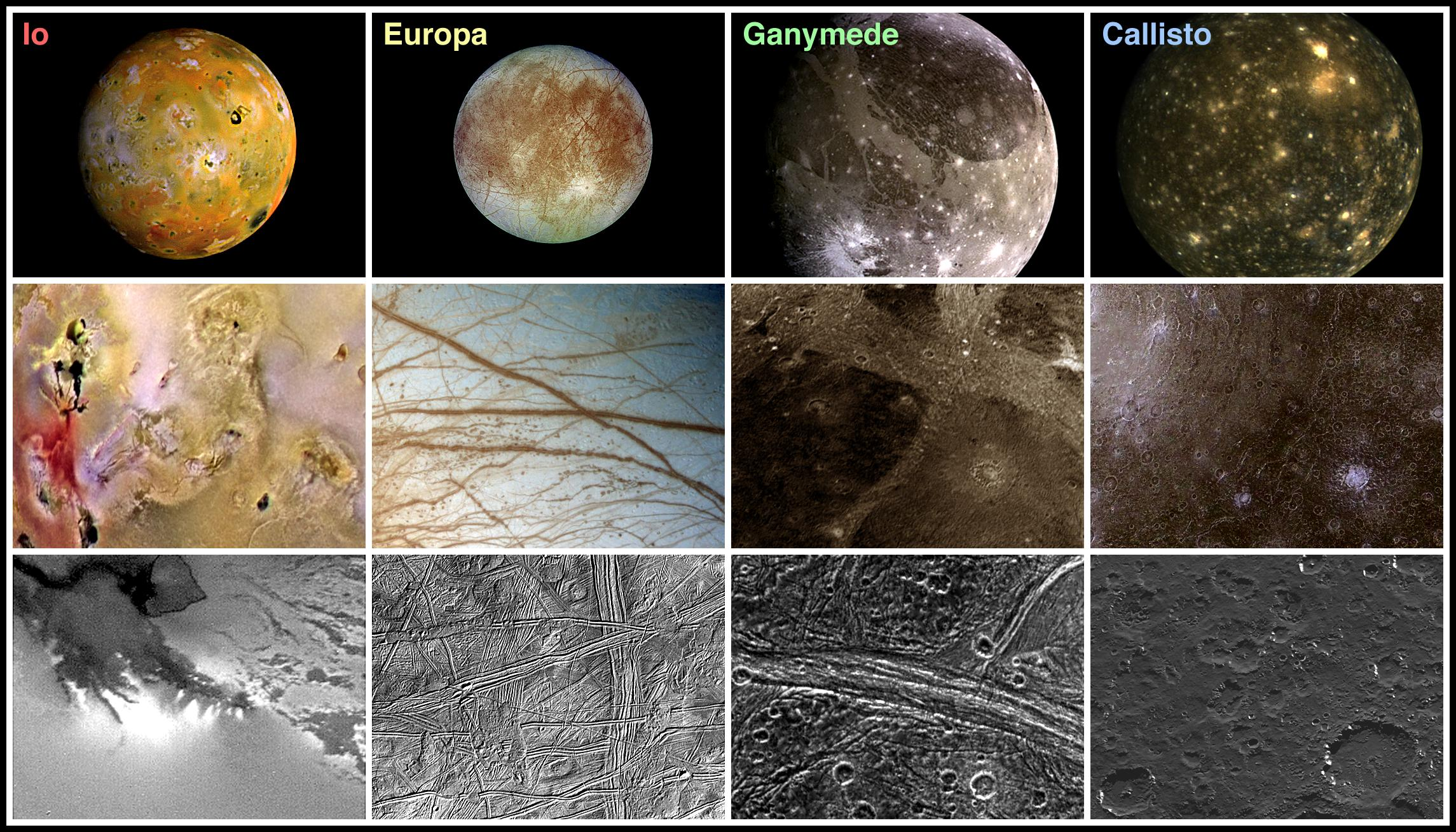
Recursos de superfície nas quatro luas em diferentes níveis de zoom em cada linha

### Tamanho

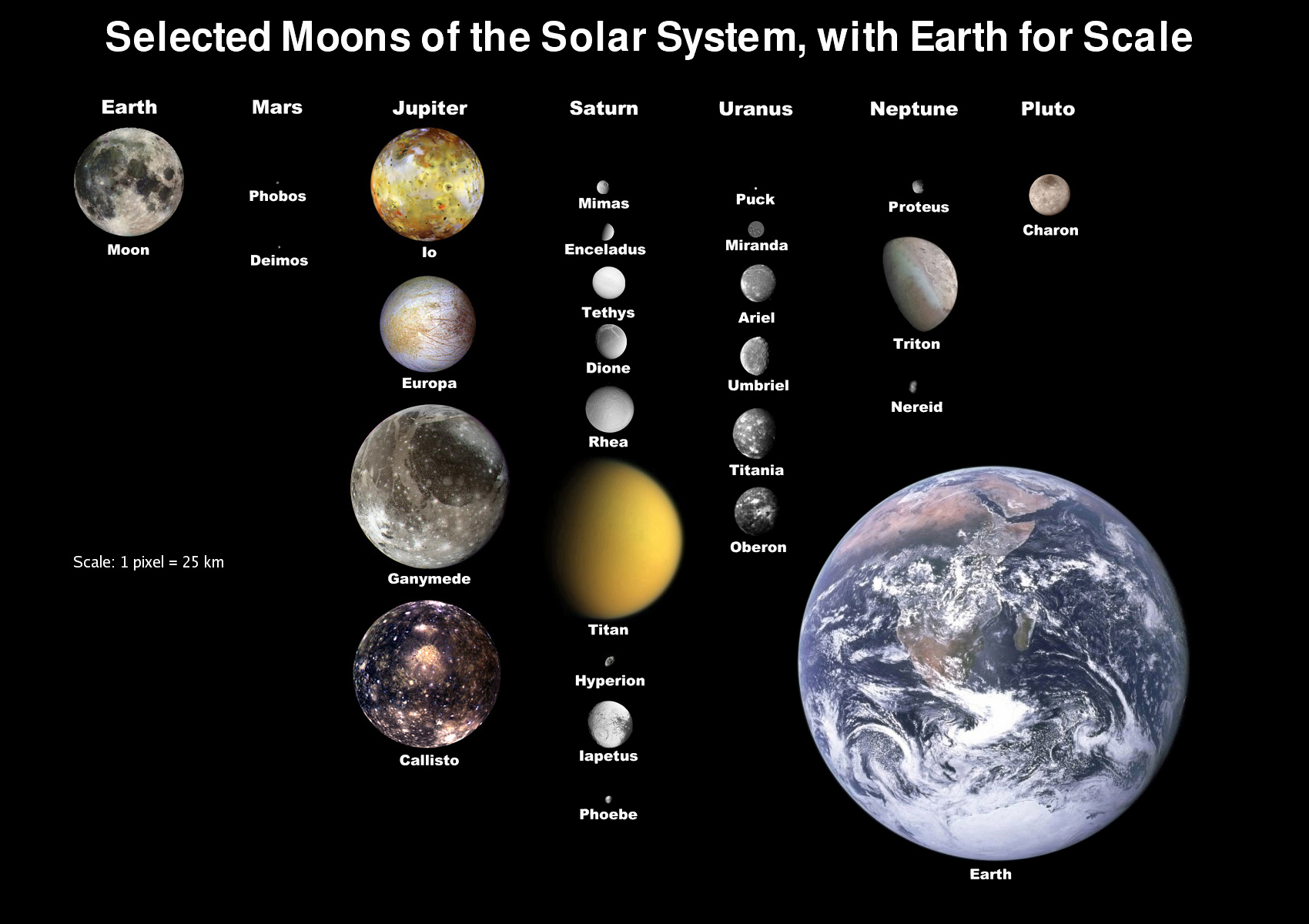
Luas galileanas comparadas com luas de outros planetas (e com a Terra; a escala é alterada para 1 pixel = 94 km nesta resolução)

## Origem e evolução

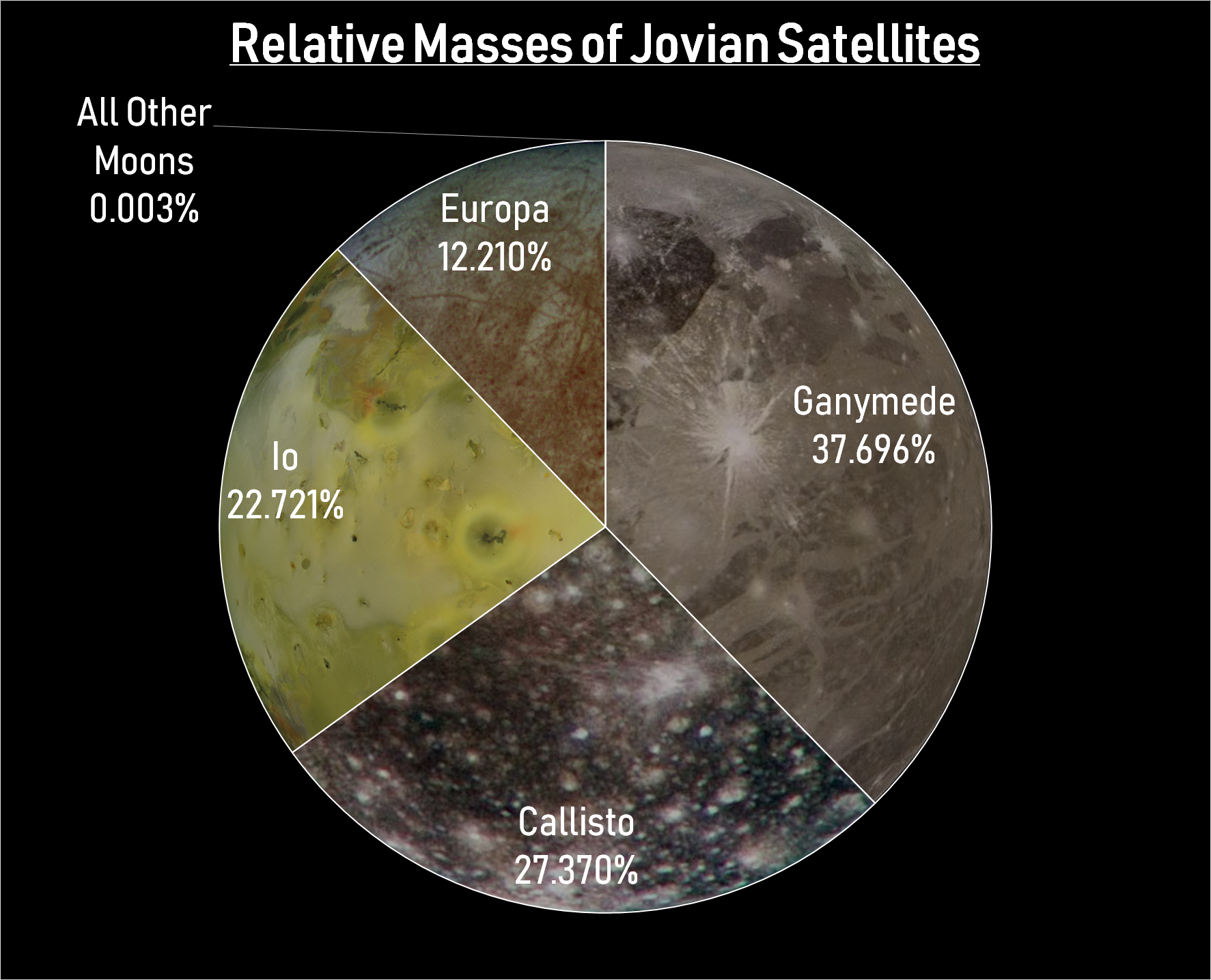
As massas relativas das luas galileanas. Aqueles menores que Europa não são visíveis nesta escala, e combinados seriam visíveis apenas com uma ampliação de 100×

Acredita-se que os satélites regulares de Júpiter tenham se formado a partir de um disco circunplanetário, um anel de gás de acréscimo e detritos sólidos análogo a um disco protoplanetário. Podem ser os restos de uma série de satélites de massa galileana que se formaram no início da história de Júpiter.

As simulações sugerem que, embora o disco tenha uma massa relativamente alta em um dado momento, com o tempo uma fração substancial (vários décimos de 1%) da massa de Júpiter capturada da nebulosa solar foi processada através dele. No entanto, a massa do disco de apenas 2% da de Júpiter é necessária para explicar os satélites existentes. Portanto, pode ter havido várias gerações de satélites de massa galileana no início da história de Júpiter. Cada geração de luas teria entrado em espiral em Júpiter, devido ao arrasto do disco, com novas luas se formando a partir dos novos detritos capturados da nebulosa solar. Na época em que a atual (possivelmente quinta) geração se formou, o disco havia se tornado mais fino a ponto de não interferir mais nas órbitas das luas. As atuais luas galileanas ainda foram afetadas, caindo e sendo parcialmente protegidas por uma ressonância orbital que ainda existe para Io, Europa e Ganímedes. A massa maior de Ganímedes significa que ele teria migrado para dentro a uma taxa mais rápida do que Europa ou Io.

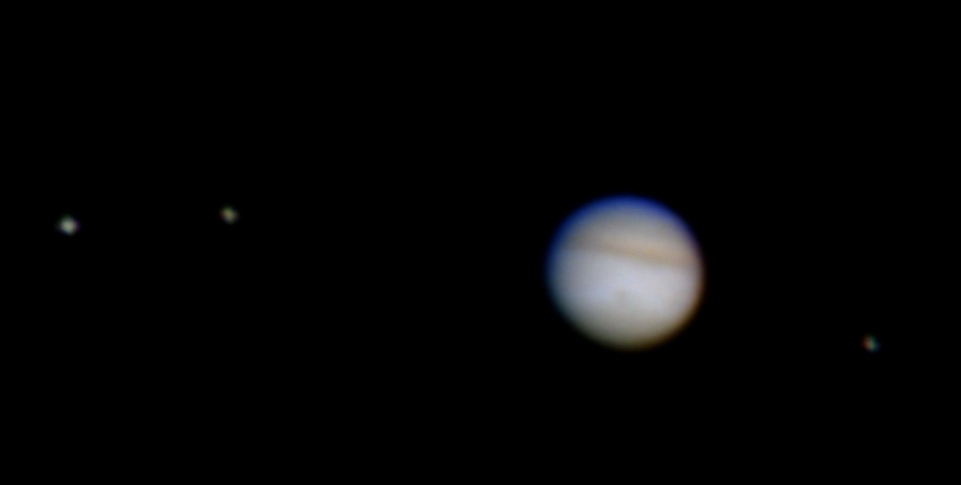
Júpiter e suas quatro luas galileanas vistas com um telescópio amador

## Visibilidade

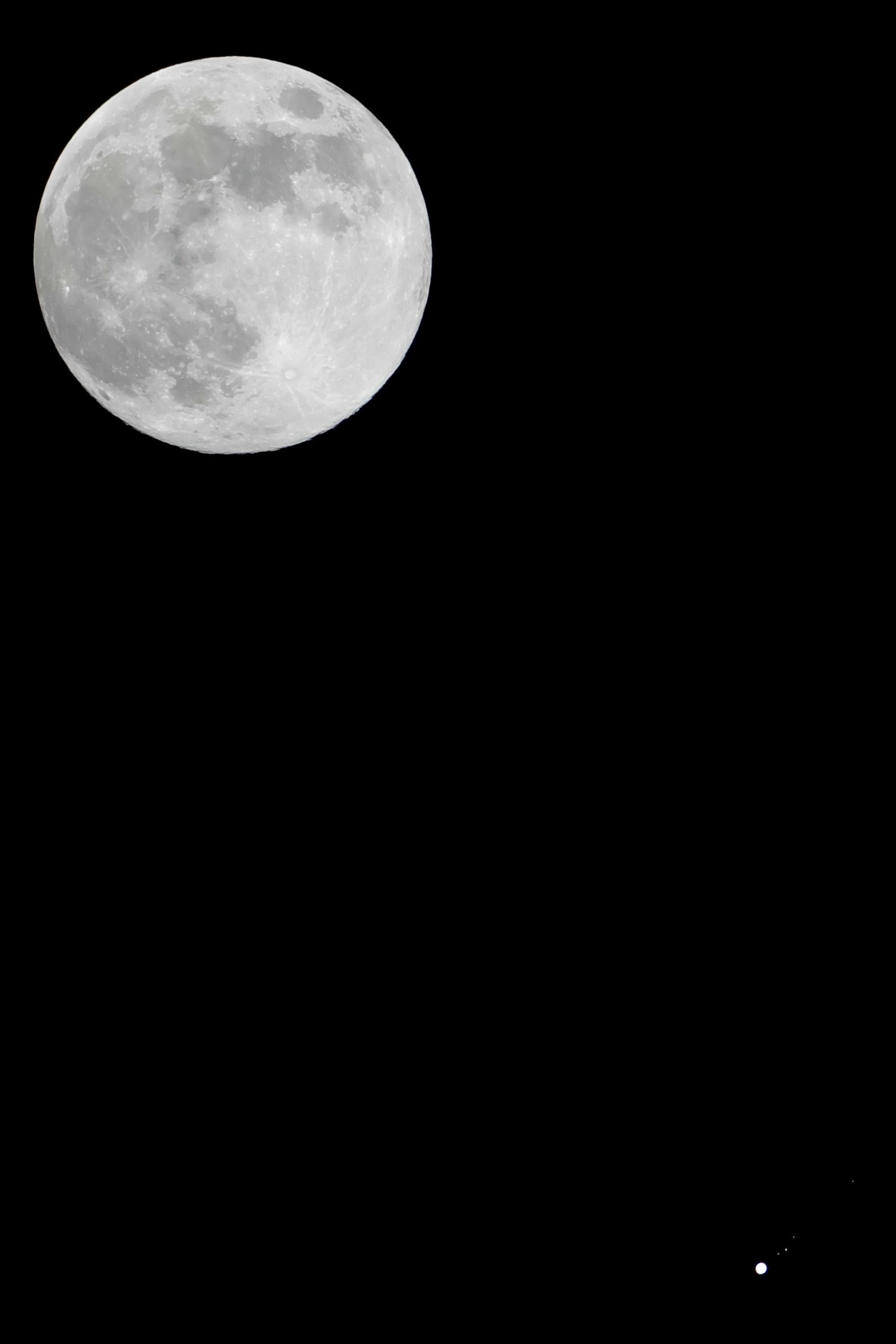
Júpiter com as luas galileanas, Io, Ganímedes, Europa e Calisto (próximo ao elongamento máximo), respectivamente, e a Lua cheia como vista em torno da conjunção em 10 de abril de 2017

Todas as quatro luas galileanas são brilhantes o suficiente para serem vistas da Terra sem um telescópio, se apenas pudessem aparecer mais longe de Júpiter. (Eles são, no entanto, facilmente distinguidos até mesmo com binóculos de baixa potência). Têm magnitudes aparentes entre 4,6 e 5,6 quando Júpiter está em oposição ao Sol, e são cerca de uma unidade de magnitude mais fraca quando Júpiter está em conjunção. A principal dificuldade em observar as luas da Terra é sua proximidade com Júpiter, já que estão obscurecidas por seu brilho. As distâncias angulares máximas das luas são entre 2 e 10 minutos de arco de Júpiter, que está perto do limite da acuidade visual humana. Ganímedes e Calisto, em sua distância máxima, são os alvos mais prováveis para observação potencial a olho nu.

## Animações orbitais
Animações GIF representando as órbitas das luas galileanas e a ressonância de Io, Europa e Ganímedes